# Zespół Szkół Nr 31 im. Jana Kilińskiego w Warszawie

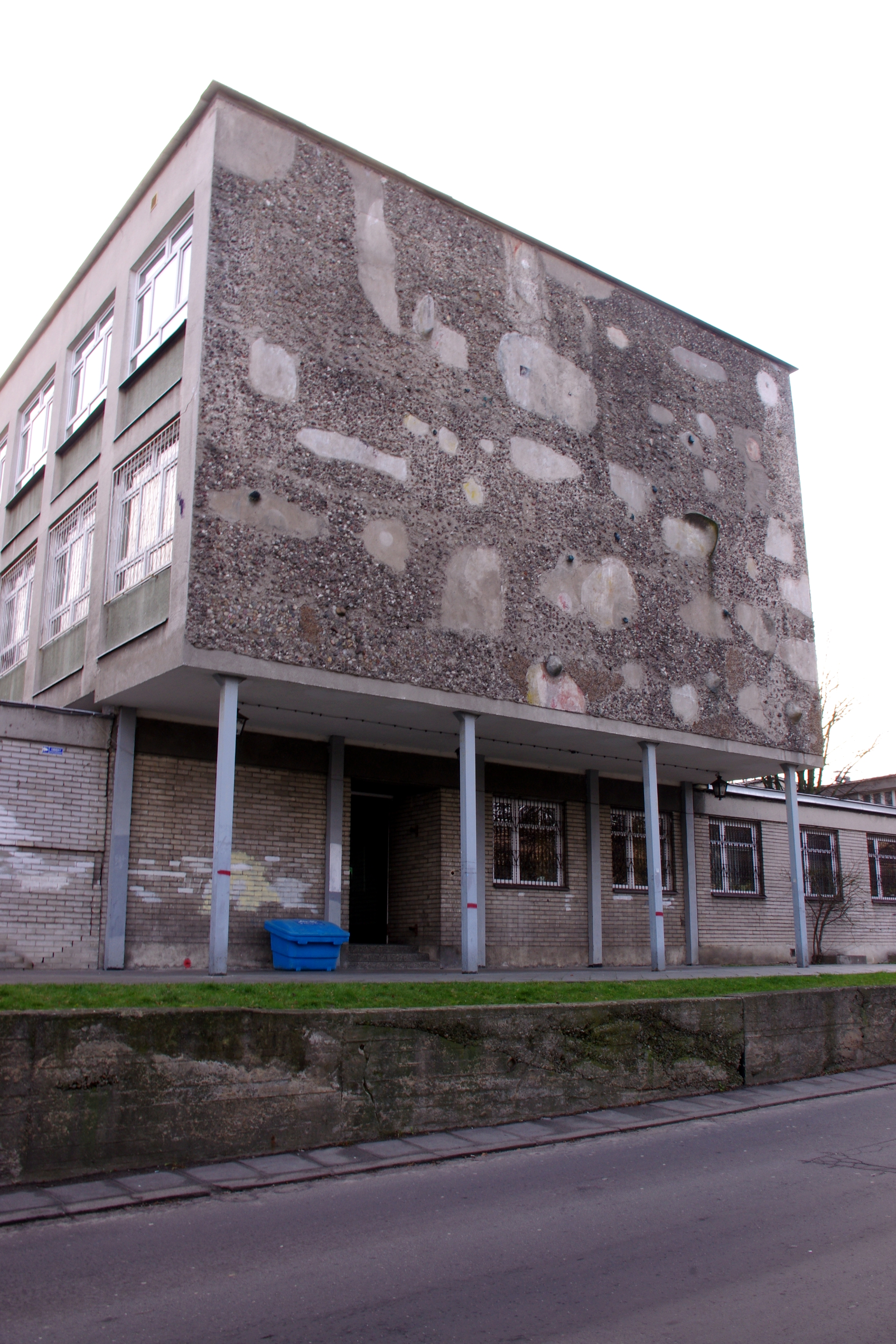
Zespół Szkół Nr 31 im. Jana Kilińskiego w Warszawie. Widoczna (uszkodzona i pozbawiona barw) mozaika autorstwa Gabriela Rechowicza.

Zespół Szkół Nr 31 im. Jana Kilińskiego w Warszawie – zespół szkół średnich i zawodowych w Warszawie, znajdujący się w dzielnicy Żoliborz, przy ul. Felińskiego 13. W jego skład wchodzą CXIV Liceum Ogólnokształcące, XXVI Liceum Profilowane, Technikum Mechaniczne Nr 7, Zasadnicza Szkoła Zawodowa Nr 65 oraz kwalifikacyjne kursy zawodowe między innymi na profilach zawodowych złotnik-jubiler czy kowal.

## Historia szkoły
- 1915 – powstanie Miejskiej Szkoły Rzemiosł Artystycznych, do której tradycji nawiązuje szkoła.
- 1968 – zostaje ukończony gmach Szkoły Rzemieślniczej przy ul. Felińskiego na warszawskim Żoliborzu, powstały z inicjatywy Izby Rzemieślniczej (dzisiejsza siedziba szkoły) i zostają tu przeniesione Przyzakładowa Szkoła Zawodowa Warszawskiej Fabryki Łożysk Tocznych oraz Państwowe Studium Techniczne.
- 1972 – decyzją kuratorium zostaje powołany Zespół Szkół Zawodowych nr 19, w jego skład wchodzą wówczas: Zasadnicza Szkoła Mechaniczno-elektryczna, Technikum Mechaniczne nr 7, Zasadnicza Szkoła Wielozawodowa, Technikum Mechaniczne dla Dorosłych nr 2.
- 1998 – na mocy rozporządzenia kuratorium oświaty powołany zostaje Zespół Szkół nr 31, który tworzyły wówczas: Liceum Ogólnokształcące Nr 114, Technikum Mechaniczne Nr 7, Liceum Rzemiosł Artystycznych, Zasadnicza Szkoła Rzemiosł Artystycznych oraz Zasadnicza Szkoła Mechaniczno-Elektryczna.

## Budynek szkoły
Budynek szkoły powstał według projektu architektów inż. Gliszczyńskiego i inż. Biłasa z 1963 i został oddany do użytku jako Szkoła Rzemiosł w 1968. Szkoła została zbudowana w stylu modernizmu i stanowi wybitne świadectwo architektoniczne swoich czasów, ponieważ wyróżnia się na tle ówczesnej architektury typowych szkół tysiąclecia.
Budynek wyróżnia się wieloma oryginalnymi detalami architektonicznymi, których nie stosowano w czasach socjalizmu takimi jak: bogate przeszklenia (parter został całkowicie przeszklony czego nie stosowano w ówczesnych szkołach, które charakteryzowały się głównie dominującym betonem i wysoką podmurówką), świetliki nad oknami parteru (zlikwidowano), oryginalna i rzadko stosowana czarno-biała kolorystyka okien nadająca im lekkości i optycznie znacznie powiększająca ich przeszklenia (nie zachowano kolorystyki ustalonej przez architekta, okna przemalowano na biało jak w typowych budynkach szkolnych), ponadto okna wyposażono w cienkie ramy aby wyglądały estetycznie i mogły wpuszczać dużo naturalnego światła (efekt zniszczono poprzez wymianę oryginalnych okien na nowe z grubymi ramami), balkon wystający ze ściany w swojej dynamicznej formie jak szuflada i ozdobiony kolorową mozaiką Gabriela Rechowicza (został zniszczony), efektowna bryła gmachu szkolnego wisząca w powietrzu nad ulicą gen. Zajączka (efekt lekkości architektury został zniszczony poprzez dodanie nowych, stalowych słupów aby po wielu latach wzmocnić starzejącą się konstrukcję bez zważania na jej estetykę). Ściany budynku zostały ozdobione między innymi szeregiem barwnych mozaik tworzących abstrakcyjny relief i malarstwem ściennym autorstwa Gabriela Rechowicza zarówno na zewnątrz, jak i w środku, jednak większość dzieł uległa już zniszczeniu poza niektórymi. Budynek wyposażono w oryginalne wówczas atrium pełne zieleni wewnątrz. Bryła budynku charakteryzuje się bogatym rozrzeźbieniem formy co świadczy o jej oryginalności.

## Dyrektorzy szkoły
- 1968–1970 – mgr inż. Zdzisław Stanowski
- 1970–1991 – mgr Jan Fuśnik
- 1991–2006 – mgr Janusz Lisowski
- 2006–2021 – mgr Maria Witomska-Rynkowska
- od 2021 – mgr Leszek Olszewski

## Absolwenci
- Robert Chojnacki – muzyk
- Jacek Getner – poeta
- Jerzy Opara – kajakarz